# Мангалур
Мангалур, Мангалуру також Мангалор, Кудла (каннада ಮಂಗಳೂರು) — місто в індійському штаті Карнатака. Мангалур — одне з найбільших міст Карнатаки, 2001 року в ньому проживало 398 745 осіб.

## Географія
Мангалур — великий порт на Малабарському узбережжі Аравійського моря біля підніжжя Західних Гат.

### Клімат
Місто знаходиться у зоні, котра характеризується кліматом тропічних саван. Найтепліший місяць — квітень із середньою температурою 29.5 °C (85.1 °F). Найхолодніший місяць — липень, із середньою температурою 25.6 °С (78.1 °F).
| Клімат Мангалуру        | Клімат Мангалуру | Клімат Мангалуру | Клімат Мангалуру | Клімат Мангалуру | Клімат Мангалуру | Клімат Мангалуру | Клімат Мангалуру | Клімат Мангалуру | Клімат Мангалуру | Клімат Мангалуру | Клімат Мангалуру | Клімат Мангалуру | Клімат Мангалуру |
| Показник                | Січ.             | Лют.             | Бер.             | Квіт.            | Трав.            | Черв.            | Лип.             | Серп.            | Вер.             | Жовт.            | Лист.            | Груд.            | Рік              |
| Абсолютний максимум, °C | 38               | 38               | 38               | 37               | 41               | 37               | 33               | 33               | 35               | 37               | 40               | 40               | 41               |
| Середній максимум, °C   | 32,8             | 33               | 33,5             | 34               | 33,3             | 29,7             | 28,2             | 28,4             | 29,5             | 30,9             | 32,3             | 32,8             | 31,5             |
| Середня температура, °C | 26,8             | 27,4             | 28,6             | 29,5             | 29,2             | 26,6             | 25,6             | 25,7             | 26,3             | 27               | 27,4             | 27               | 27,3             |
| Середній мінімум, °C    | 20,8             | 21,8             | 23,6             | 25               | 25,1             | 23,4             | 22,9             | 23               | 23,1             | 23,1             | 22,4             | 21,2             | 23               |
| Абсолютний мінімум, °C  | 15               | 18               | 16               | 20               | 16               | 16               | 16               | 17               | 20               | 20               | 15               | 12               | 12               |
| Норма опадів, мм        | 0                | 0                | 0                | 30               | 150              | 940              | 980              | 590              | 260              | 200              | 70               | 10               | 3290             |
| Днів з опадами          | 1                | 1                | 1                | 3                | 9                | 25               | 28               | 27               | 17               | 12               | 7                | 2                | 133              |
| Вологість повітря, %    | 65               | 68               | 72               | 72               | 78               | 87               | 91               | 91               | 88               | 85               | 74               | 68               | 78               |
| ----------------------- | ---------------- | ---------------- | ---------------- | ---------------- | ---------------- | ---------------- | ---------------- | ---------------- | ---------------- | ---------------- | ---------------- | ---------------- | ---------------- |
| Джерело: Weatherbase    |                  |                  |                  |                  |                  |                  |                  |                  |                  |                  |                  |                  |                  |

## Історія
Перші згадки про місто датуються початком VIII століття, де воно згадується як Манагалапурам. Арабський мандрівник Ібн Батута згадує про місто Манжарур. Мовою каннада назва означає Місто Мангаладеві. Інша назва, мовою тулу, Кудла, означає «злиття річок» — Мангалор розташований на річках Нетхараватхі та Пхалгуні. З 1980 року в місті діє університет.

## Економіка
У місті розвинуте виробництво черепиці, переробка кави та іншої аграрної сировини, діє завод хімічних добрив. Порт Мангалор проходить значний відсоток експорту кави, кеш'ю, чаю, сандалового дерева. У місті функціонує велика фондова біржа.

## Персоналії
З уродженців міста найвідомішою є Айшварія Рай.

## Галерея

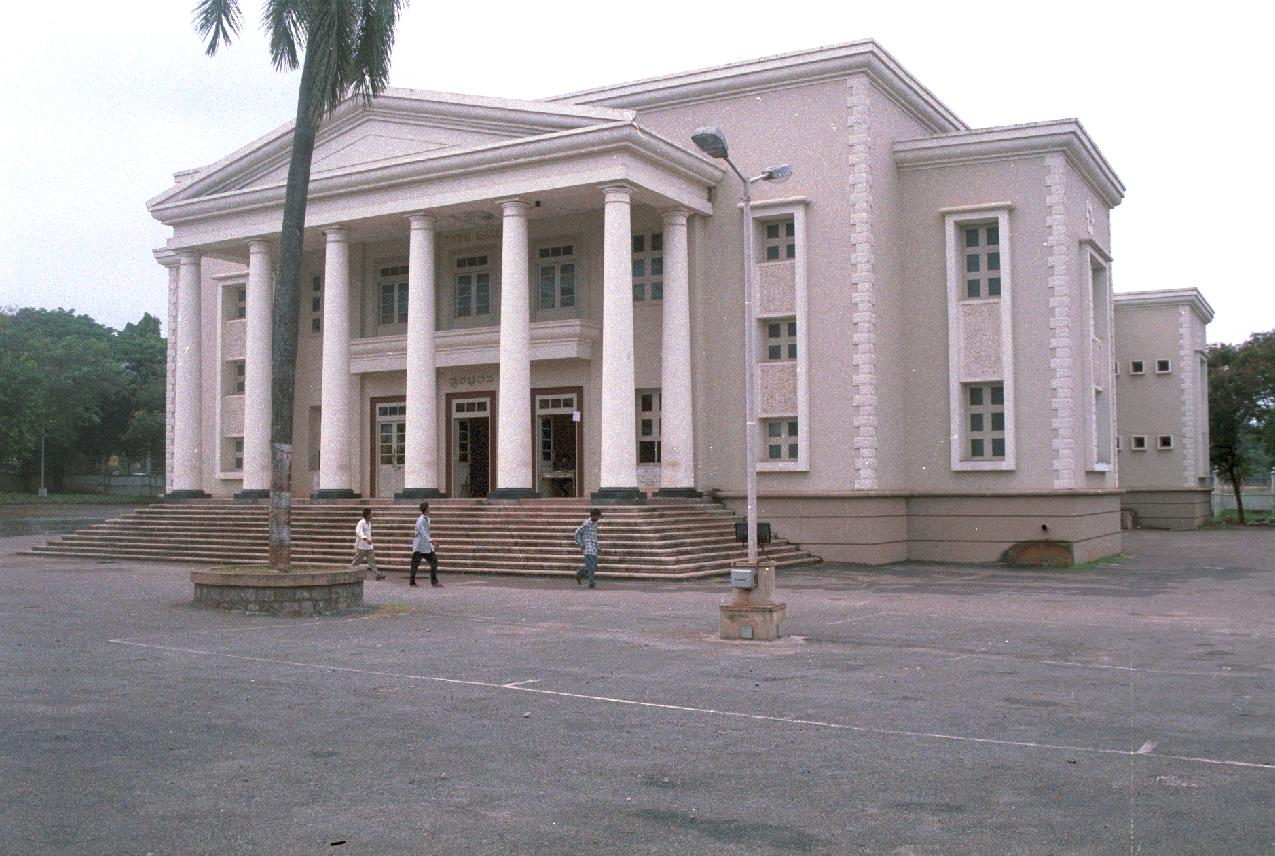
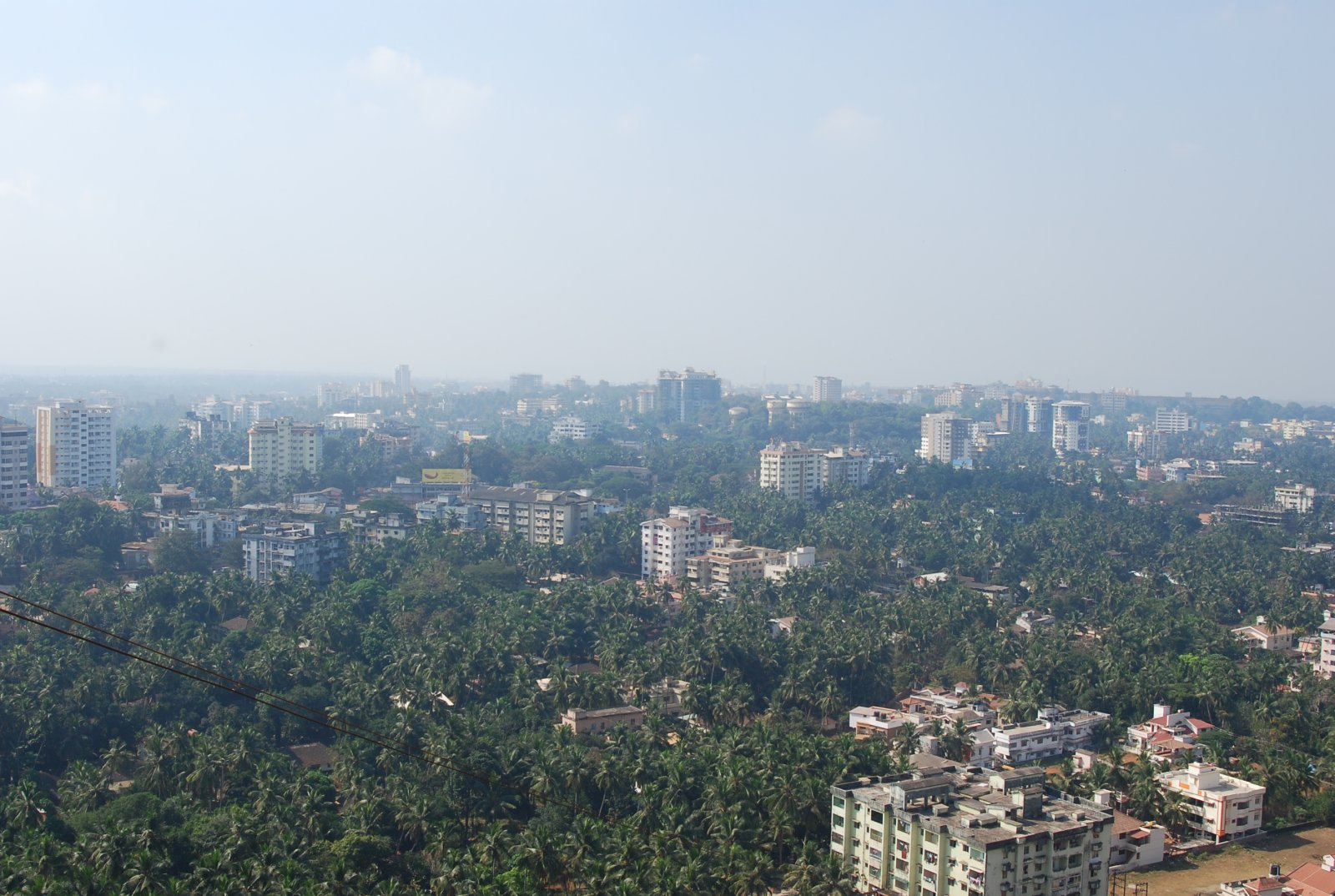
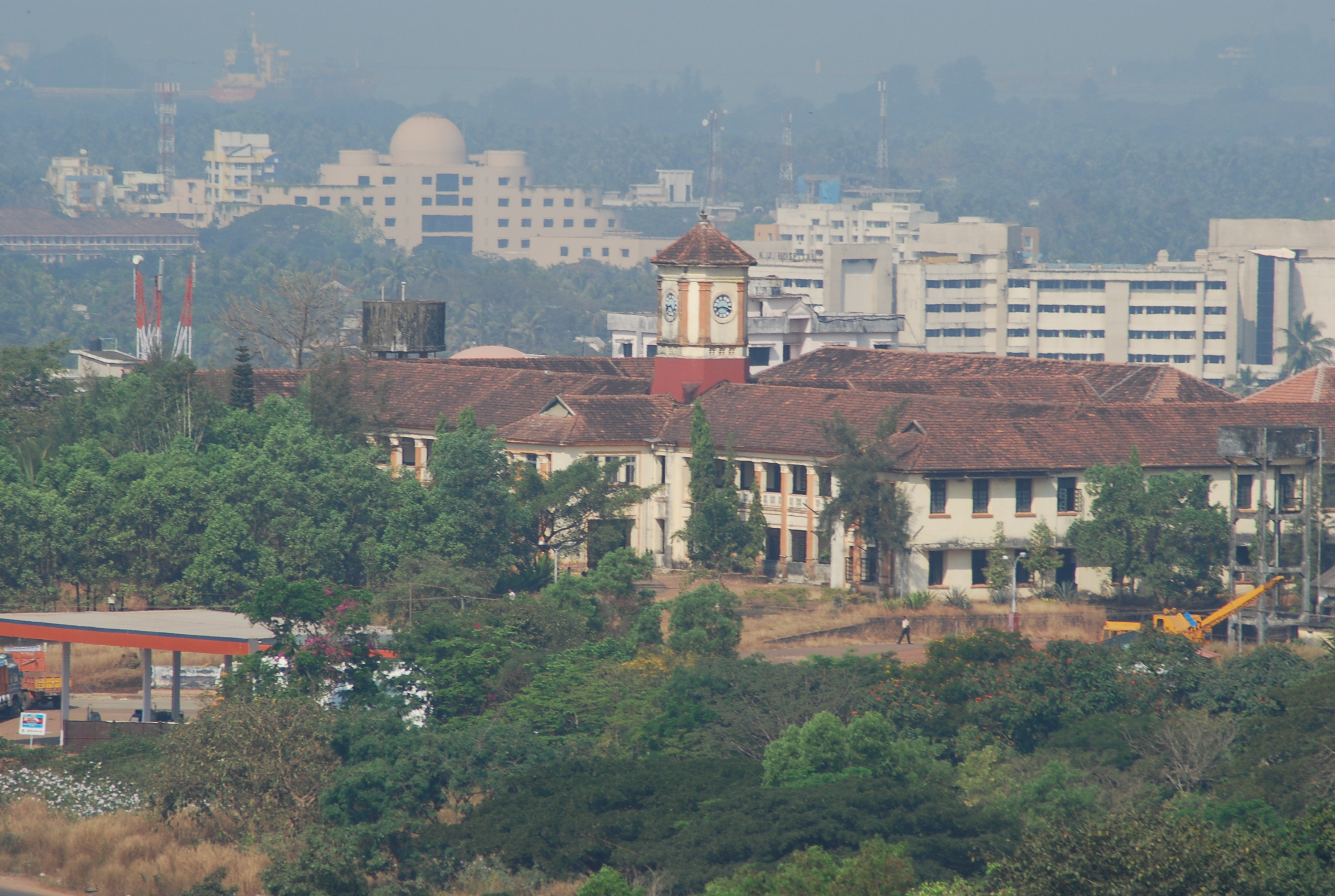